# Shower (chanson)
Singles de Becky G
Quiero Bailar
(2014) Can't Stop Dancin'
(2014)
Shower est une chanson de la chanteuse américaine Becky G.

## Classements hebdomadaires
| Classements (2014)              | Meilleure position |
| ------------------------------- | ------------------ |
| Allemagne (Media Control AG)    | 42                 |
| Australie (ARIA)                | 11                 |
| Autriche (Ö3 Austria Top 40)    | 59                 |
| Belgique (Flandre Ultratip 100) | 14                 |
| Belgique (Wallonie Ultratip 50) | 33                 |
| Canada (Hot 100)                | 38                 |
| États-Unis (Hot 100)            | 16                 |
| États-Unis (Rap Songs)          | 2                  |
| États-Unis (Latin Pop Airplay)  | 36                 |
| États-Unis (Pop Airplay)        | 17                 |
| Finlande (Tilastot Suomen)      | 28                 |
| Espagne (PROMUSICAE)            | 37                 |
| France (SNEP)                   | 155                |
| Irlande (IRMA)                  | 45                 |
| Norvège (VG-lista)              | 6                  |
| Nouvelle-Zélande (RMNZ)         | 27                 |
| Pays-Bas (Nederlandse Top 40)   | 5                  |
| Pays-Bas (Single Top 100)       | 9                  |
| Slovaquie (IFPI Rádio)          | 39                 |
| Suède (Sverigetopplistan)       | 11                 |
| Tchéquie (IFPI Rádio)           | 3                  |
| Tchéquie (IFPI Singles Digitál) | 7                  |
| Royaume-Uni (UK Singles Chart)  | 80                 |

## Certifications
| Région                                                                                                 | Certification | Ventes/Streams |
| --- | ------------- | -------------- |
| Australie (ARIA)                                                                                       | 2 × Platine   |                |
| Canada (Music Canada)                                                                                  | Platine       |                |
| Norvège (IFPI)                                                                                         | 2 × Platine   |                |
| États-Unis (RIAA)                                                                                      | 2 × Platine   |                |
| *Ventes selon la certification ^Mise en rayon selon la certification xNon précisé par la certification |               |                |